# Älvsborgs lösen
För andra betydelser, se Älvsborg (olika betydelser).

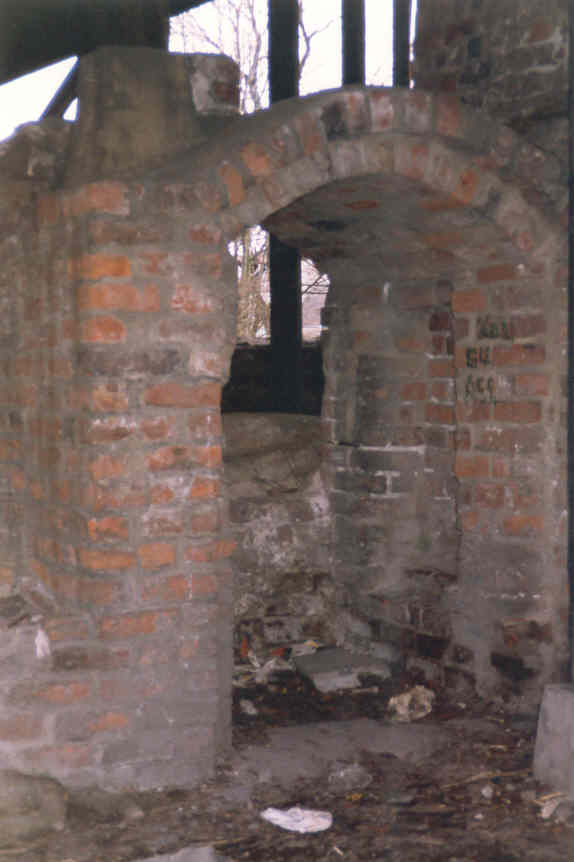
Av Älvsborgs fästning, beläget vid Göta älv i Göteborg, återstår idag bara en del ruiner.

Älvsborgs lösen kallas gemensamt de penningsummor som Sverige vid två olika fredsfördrag – Stettin (1570) och Knäred (1613) – ålades att betala till Danmark för att få tillbaka fästningen (gamla) Älvsborg i Göteborgs hamninlopp.

## Älvsborgs första lösen
Fästningen erövrades av danskarna den 4 september 1563 under Nordiska sjuårskriget, och summan bestämdes i freden i Stettin 1570 till 150 000 riksdaler silvermynt att betalas inom tre år. För att skaffa fram denna stora summa uttogs för första gången i Sveriges historia skatt baserad på individens tillgångar.
Varje bonde fick enligt beslut i riksdagen 1571, betala en tiondel av sin egendom (fastighet) och en tiondel av silver, koppar, oxar, stutar och andra kreatur.

## Älvsborgs andra lösen
Fästningen erövrades av danskarna den 22 maj 1612 under Kalmarkriget 1611–1613 och summan bestämdes i freden i Knäred 1613 till 1 miljon riksdaler silvermynt, att betalas i fyra delbetalningar: 1616, 1617, 1618 och 1619. Med den sista inbetalningen i januari 1619 kom fästningen slutligt i svensk ägo.
Summan speglar inte enbart värdet av fästningen utan får också ses som ett allmänt krigsskadestånd. Som pant för skulden höll Danmark denna gång inte bara fästningen Älvsborg utan också städerna Lödöse och Nya Lödöse samt sex härader i Västergötland (Sävedal, inklusive Svenska Hisingen, det vill säga det senare Östra Hisings härad; Askim; Bollebygd; Ale; Vättle och Flundre). Fästningen var dock det försvarspolitiskt viktigaste eftersom detta var Sveriges enda hamn åt väster.  
Betalningen av denna andra Älvsborgs lösen skedde genom lån, extraskatter och intäkter från kopparhandeln. Enligt Eli Heckschers beräkningar fick man vid tiden för utbetalningen en riksdaler för en hektoliter råg, och hela lösensumman för Älvsborg motsvarade värdet av två tredjedelar av ett års spannmålsskörd. På 1600-talet utgjorde dessutom spannmålsskörden en betydligt större del av nationalinkomsten än efter industrialiseringen. Älvsborgs lösen var samtidigt en extra pålaga vid sidan av flera andra kännbara skatter. Utan betydande lån från Nederländerna kunde pengarna inte fås fram, och ändå såg det tidtals omöjligt ut att gälda lösensumman. I Sverige misstänkte man att Kristian IV helst ville att svenskarna inte skulle kunna fullgöra inbetalningarna, så att han kunde få behålla Älvsborg.
När skulden var slutbetald i början av 1619 hade Falu gruva skattats på koppar så långt det var möjligt. Även kungens eget bordssilver hade man tvingats smälta om till riksdaler.

## Viktig historisk källa
För historie- och släktforskare har Älvsborgs lösen blivit en viktig urkund. Skatteindrivarna förde nämligen ganska utförliga längder över vem ("husarm" med namn), varför (antal personer i hushållet) och beloppet (varifrån man kan få en uppfattning om personens tillgångar) som betalats och dessa noteringar finns fortfarande i de svenska arkiven. 